# Springfield (Illinois)
Springfield es la capital del Estado de Illinois y centro administrativo del Condado de Sangamon en los Estados Unidos. La ciudad fue fundada en 1819 y pasó a ser centro administrativo en 1823, convirtiéndose en la Capital de Illinois en 1837 y recibiendo su fuero en 1840. La Asamblea Legislativa se convocó allí por primera vez en 1839. Según el censo del año 2020, la ciudad tenía 114 394 habitantes.
En sus orígenes, hacia 1810, la ciudad fue llamada Calhoun, en honor a John C. Calhoun, senador de Carolina del Sur, pero después de que la población entrara en conflicto con este, la ciudad fue renombrada como Springfield.
Abraham Lincoln fue uno de los habitantes más ilustres que ha tenido la ciudad. Se trasladó al área en 1831, pero no vivió en la ciudad propiamente hasta 1837. El presidente estadounidense, Ulysses S. Grant, también mantuvo lazos con Springfield.
En 1908, un gran disturbio racial estalló en la ciudad, culminando con el linchamiento de dos residentes afroamericanos.
La ciudad está ubicada sobre un llano que abarca la mayor parte del campo circundante. Un embalse, propiedad de una empresa de servicio público local, suministra a la ciudad agua potable y funciona también como centro recreativo.
La ciudad está gobernada por un consejo edil (Mayor-council). Posee a su vez como entidad gubernamental el «Municipio de la Capital». Además, el Gobierno del Estado de Illinois está también ubicado en Springfield. Las entidades de gobierno localizadas en la ciudad incluyen la Asamblea General de Illinois, el Tribunal Supremo de Illinois y la Oficina del Gobernador de Illinois. Hay ocho institutos públicos y privados en la ciudad. Las escuelas públicas de Springfield son manejadas por el Distrito Nº 186. La economía de Springfield está marcada por los empleos gubernamentales, que concentran un alto porcentaje de la fuerza laboral de la ciudad. El desempleo en Springfield se situó en diciembre de 2023 en el 4,4 %.

## Geografía

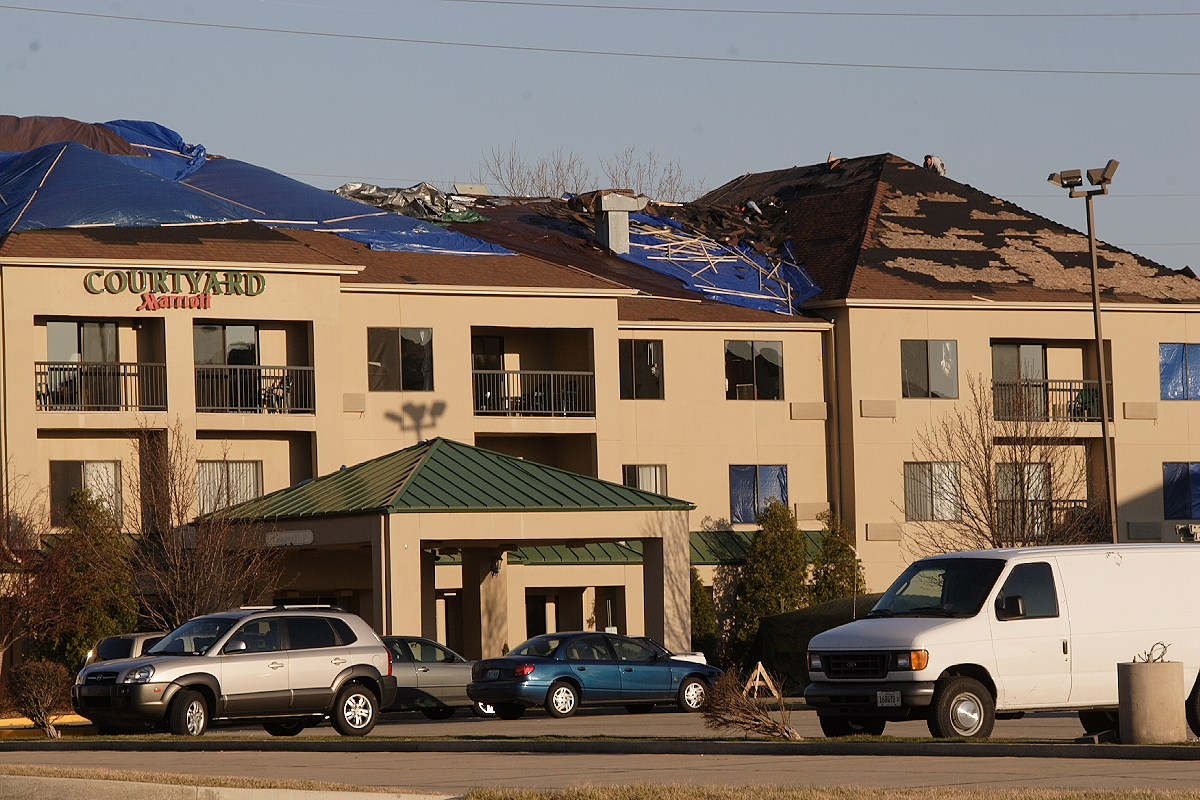
Algunos de los daños menores provocados por la temporada de tornados del año 2006 en Springfield.

La ciudad está ubicada en las coordenadas 39°47′00″N 89°39′01″O / 39.783250, -89.650373 y se encuentra a 178 m sobre el nivel del mar.

### Topografía
Según la Oficina del Censo de los Estados Unidos, la ciudad ocupa un área total de 156,2 km2, de los cuales 139,9 km2 son terrestres y 16,3 km2 (10,46 %) son cuerpos de agua. Ubicada en la cuenca inferior del río Illinois, la ciudad se asienta en una extensa área conocida como la Llanura Till. Tanto el Condado de Sangamon como la ciudad de Springfield se encuentran en la Llanura de Springfield, una subdivisión específica de la Llanura Till. Esta llanura es el resultado de la acción glaciar, denominada "glaciación illinoisiana", que dejó una marcada impronta en las regiones de Illinois.

### Clima

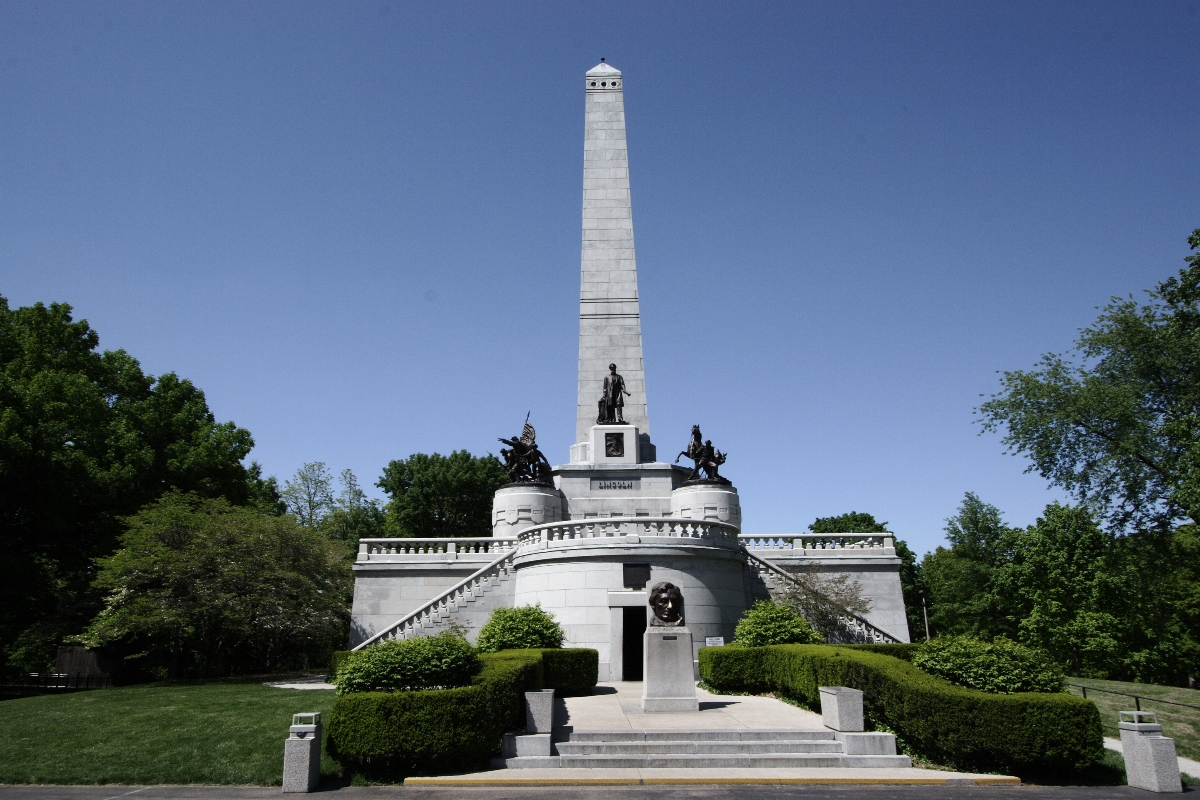
Tumba de Lincoln.

Springfield experimenta un clima típico de latitud media. Es común que los veranos sean cálidos y los inviernos fríos. Illinois también experimenta un gran número de tornados. Durante la primavera y el verano el clima puede volverse peligroso debido a la amenaza de tornados, habiendo sido testigo de al menos dos en su historia. Para el período 1991-2020, la ciudad de Springfield tuvo un promedio de 966 mm de precipitaciones anuales. Durante aquel mismo período la temperatura media anual fue de 12,2 °C, con máximas en el verano de 30,4 °C en julio y mínimas durante el invierno de -6,7 °C en enero.
| Parámetros climáticos promedio de Springfield, Illinois (Abraham Lincoln Capital Airport), normales 1991–2020, extremos 1879–presente | Parámetros climáticos promedio de Springfield, Illinois (Abraham Lincoln Capital Airport), normales 1991–2020, extremos 1879–presente | Parámetros climáticos promedio de Springfield, Illinois (Abraham Lincoln Capital Airport), normales 1991–2020, extremos 1879–presente | Parámetros climáticos promedio de Springfield, Illinois (Abraham Lincoln Capital Airport), normales 1991–2020, extremos 1879–presente | Parámetros climáticos promedio de Springfield, Illinois (Abraham Lincoln Capital Airport), normales 1991–2020, extremos 1879–presente | Parámetros climáticos promedio de Springfield, Illinois (Abraham Lincoln Capital Airport), normales 1991–2020, extremos 1879–presente | Parámetros climáticos promedio de Springfield, Illinois (Abraham Lincoln Capital Airport), normales 1991–2020, extremos 1879–presente | Parámetros climáticos promedio de Springfield, Illinois (Abraham Lincoln Capital Airport), normales 1991–2020, extremos 1879–presente | Parámetros climáticos promedio de Springfield, Illinois (Abraham Lincoln Capital Airport), normales 1991–2020, extremos 1879–presente | Parámetros climáticos promedio de Springfield, Illinois (Abraham Lincoln Capital Airport), normales 1991–2020, extremos 1879–presente | Parámetros climáticos promedio de Springfield, Illinois (Abraham Lincoln Capital Airport), normales 1991–2020, extremos 1879–presente | Parámetros climáticos promedio de Springfield, Illinois (Abraham Lincoln Capital Airport), normales 1991–2020, extremos 1879–presente | Parámetros climáticos promedio de Springfield, Illinois (Abraham Lincoln Capital Airport), normales 1991–2020, extremos 1879–presente | Parámetros climáticos promedio de Springfield, Illinois (Abraham Lincoln Capital Airport), normales 1991–2020, extremos 1879–presente |
| Mes | Ene. | Feb. | Mar. | Abr. | May. | Jun. | Jul. | Ago. | Sep. | Oct. | Nov. | Dic. | Anual |
| --- | --- | --- | --- | --- | --- | --- | --- | --- | --- | --- | --- | --- | --- |
| Temp. máx. abs. (°C) | 22.8 | 25.6 | 32.8 | 32.2 | 38.3 | 40 | 44.4 | 42.2 | 38.9 | 33.9 | 28.3 | 23.3 | 44.4 |
| Temp. máx. media (°C) | 2.2 | 5.1 | 11.7 | 18.7 | 24.3 | 28.9 | 30.4 | 29.7 | 26.8 | 19.7 | 11.5 | 4.8 | 17.8 |
| Temp. media (°C) | -2.3 | 0.2 | 6.2 | 12.4 | 18.4 | 23.2 | 24.7 | 23.8 | 20 | 13.3 | 6.4 | 0.5 | 12.2 |
| Temp. mín. media (°C) | -6.7 | -4.6 | 0.7 | 6.3 | 12.4 | 17.4 | 19 | 17.9 | 13.2 | 7 | 1.2 | -3.8 | 6.7 |
| Temp. mín. abs. (°C) | -30 | -31.1 | -24.4 | -8.9 | -2.2 | 3.9 | 8.9 | 6.1 | -0.6 | -10.6 | -19.4 | -29.4 | -31.1 |
| Precipitación total (mm) | 51.6 | 49 | 70.1 | 100.8 | 114.8 | 117.1 | 97.8 | 85.6 | 72.6 | 82.8 | 68.8 | 54.6 | 966.2 |
| Nevadas (cm) | 17 | 15.5 | 7.9 | 0.8 | 0 | 0 | 0 | 0 | 0 | 0.3 | 3 | 10.9 | 55.4 |
| Días de precipitaciones (≥ 0.2 mm) | 9.7 | 8.9 | 10.5 | 11.5 | 12.6 | 10.6 | 8.5 | 8.2 | 7.3 | 9.1 | 8.8 | 9.0 | 114.7 |
| Días de nevadas (≥ 0.2 cm) | 5.2 | 4.2 | 1.9 | 0.3 | 0.0 | 0.0 | 0.0 | 0.0 | 0.0 | 0.1 | 1.0 | 3.6 | 16.3 |
| Horas de sol | 160.7 | 158.7 | 186.5 | 225.8 | 281.2 | 308.0 | 320.7 | 291.0 | 248.4 | 214.0 | 140.2 | 129.3 | 2664.5 |
| Humedad relativa (%) | 73.4 | 74.0 | 71.3 | 65.3 | 65.6 | 66.6 | 70.4 | 74.0 | 71.9 | 68.4 | 73.8 | 77.6 | 71.0 |
| Fuente: NOAA (horas de sol y humedad 1961–1990)                                                                                       | | | | | | | | | | | | | |

## Paisaje urbano
La ciudad tiene al menos once divisiones, designadas vecindarios: Eastside, Enos Park, Hawthorne Place, Historic West Side, Lincoln Park, Near South, Oak Ridge, Shalom, Springfield Lakeshore, Twin Lakes y Vinegar Hill.

## Economía
Muchos de los empleos del centro de la ciudad tienen relación con labores del gobierno con sede en Springfield. Desde 2002, el Estado de Illinois es el mayor empleador, tanto de la ciudad, como del condado, dando trabajo a 17 000 personas a través del Condado de Sangamon. Desde febrero de 2007, empleos del gobierno, incluyendo los locales, estatales y del condado, representan aproximadamente 30 000 de los empleos no agrícolas de la ciudad. El comercio, el transporte, y las industrias de asistencia médica proveen cada uno entre 17 000 y 18 000 empleos a la ciudad. El mayor empleador del sector privado en 2002 era Memorial Health Systems, con 3 400 personas trabajando para aquella empresa. Según estimaciones de la «Calculadora del Salario Mínimo vital», mantenida por la Universidad Estatal de Pensilvania, el mínimo vital para la ciudad de Springfield es de 6,50 dólares por hora para un adulto. Siendo aproximadamente 13 100 dólares trabajando 2080 horas anuales. Para una familia de cuatro personas, los gastos aumentan y el mínimo vital llega a 19,49 dólares por hora dentro de la ciudad. Según la Oficina de Estadística De trabajo (BLS) del Departamento de Trabajo de los Estados Unidos (DOL), la mano de obra local cayó de 116 500 en septiembre de 2006 a 113 400 en febrero de 2007. Además, la tasa de desempleo se elevó durante el mismo período del 3,8 % al 5,1 %.
La feria estatal de Illinois se celebra en Illinois State Fairgrounds desde 1894. El predio posee un óvalo para carreras de automovilismo y motociclismo desde 1910 y ha albergado carreras del Campeonato Nacional de la AAA y el Campeonato Nacional del USAC.

## Infraestructura

### Sistema de salud
Existen dos hospitales en Springfield: el Springfield Memorial Medical Center y el St. John's Hospital. Este último es sede del Prairie Heart Institute, que realiza más procedimientos cardiovasculares que cualquier otro hospital en Illinois.

### Servicios públicos
El propietario del Lago Springfield, City Water y Light and Power, provee de electricidad a la ciudad de Springfield y a las localidades aledañas, suministrando además agua potable a todo el sector ya abastecido de electricidad. El gas natural es suministrado por AmerenCILCO, dependiente de la Central Illinois Light Company (CILCO).

### Transporte
La Interestatal 55 corre de norte a sur pasando por Springfield, mientras la Interestatal 72 (también conocida como US 36) lo hace de este a oeste. En Springfield opera el servicio de trenes de pasajeros Amtrak, que funciona entre Chicago y Saint Louis y se detiene en la Unión Station de la ciudad. Las necesidades de transporte local de pasajeros son atendidas por un servicio de autobuses. El Distrito de Tránsito de Población de Springfield (Springfield Mass Transit District, SMTD) opera el sistema de autobuses de Springfield. Asimismo, por la ciudad también pasa la histórica Ruta 66.
El Abraham Lincoln Airport Capital es el aeropuerto de la ciudad y provee de rutas hacia Chicago y St. Louis.

## Ciudades hermanadas
- Villach, Austria
- Killarney, Irlanda
- San Pedro de las Colonias, México